# Dipseudopsis burgeoni
Dipseudopsis burgeoni là một loài Trichoptera trong họ Dipseudopsidae. Chúng phân bố ở vùng nhiệt đới châu Phi.